# Platyplastinx solox
Platyplastinx solox är en tvåvingeart som beskrevs av Günther Enderlein 1937. Platyplastinx solox ingår i släktet Platyplastinx och familjen fjärilsmyggor.
Artens utbredningsområde är Costa Rica. Inga underarter finns listade i Catalogue of Life.